# 德洛熱 (密蘇里州)
德洛熱（英語：Desloge）是位於美國密蘇里州聖弗朗索瓦縣的城市。

## 人口
根據2020年美國人口普查的數據，德洛熱的面積為7.56平方千米，皆為陸地。當地共有人口4823人，而人口密度為每平方千米638人。